# Chiesa di San Bonaventura da Bagnoregio
La chiesa di San Bonaventura da Bagnoregio è una chiesa di Roma, nel quartiere Don Bosco, in via Marcio Rutilio.
È stata costruita su progetto dell'architetto Piero Sampaolo e consacrata solennemente il 15 maggio 1999 dal cardinale vicario Camillo Ruini.
(Dal sito della parrocchia)
La chiesa è sede parrocchiale, eretta il 1º novembre 1974 con il decreto del cardinale vicario Ugo Poletti Cum in regione ed affidata ai sacerdoti dell'Ordine dei frati minori conventuali. 
Dal 1 settembre 2016 è affidata al clero diocesano.
Dal 28 giugno 2018 insiste su di essa il titolo cardinalizio di San Bonaventura da Bagnoregio.